# Cristián II de Sajonia-Merseburgo
Cristián II de Sajonia-Merseburgo (Merseburgo, 19 de noviembre de 1653-Merseburgo, 30 de octubre de 1694) fue un duque de Sajonia-Merseburgo y miembro de la Casa de Wettin.

## Biografía
Era el segundo hijo varón (aunque el mayor en sobrevivir a la infancia) del duque Cristián I de Sajonia-Merseburgo y de su esposa, Cristiana de Schleswig-Holstein-Sonderburg-Glücksburg.
La muerte de su hermano mayor, Juan Jorge, el 3 de enero de 1674 lo convirtió en el nuevo heredero del ducado de Sajonia-Merseburgo. Cristián sucedió a su padre cuando este murió, el 18 de octubre de 1691.
El breve reinado de Cristián II tuvo poco impacto en la historia del ducado. De hecho, apenas es recordado en la actualidad por uno de los obeliscos en los jardines del palacio de Merseburgo (Schloss Merseburg), donde aparece junto a su esposa. 

## Matrimonio e hijos
En Moritzburg an der Elster el 14 de octubre de 1679, Cristián contrajo matrimonio con Edmunda Dorotea de Sajonia-Zeitz. Tuvieron siete hijos:
1. Cristián III Mauricio (Merseburgo, 7 de noviembre de 1680-ib., 14 de noviembre de 1694), duque de Sajonia-Merseburgo.
2. Juan Guillermo (Merseburgo, 11 de octubre de 1681-ib., 29 de mayo de 1685).
3. Augusto Federico (Delitzsch, 10 de marzo de 1684-Merseburgo, 13 de agosto de 1685).
4. Felipe Luis (Merseburgo, 3 de noviembre de 1686-ib., 9 de junio de 1688).
5. Mauricio Guillermo (Merseburgo, 5 de febrero de 1688-ib., 21 de abril de 1731), duque de Sajonia-Merseburgo.
6. Federico Erdmann (Merseburgo, 20 de septiembre de 1691-Köthen, 2 de junio de 1714), desposó el 15 de febrero de 1714 a Leonor Guillermina de Anhalt-Köthen. Esta unión duró solo cuatro meses y no tuvo descendencia.
7. Cristiana Leonor Dorotea (Merseburgo, 6 de noviembre de 1692-ib., 30 de marzo de 1693).